# Фатрелл, Жак
Жак Хит Фатрелл (англ. Jacques Heath Futrelle; 9 апреля 1875, округ Пайк, штат Джорджия, США — 15 апреля 1912, Атлантический океан, лайнер «Титаник») — американский журналист и писатель. С ранних лет, начиная с 1893 года работал в ряде американских изданий в качестве журналиста. В 1906 году уволился из журнала Boston American, чтобы посвятить себя литературе. Наиболее известен как автор цикла детективных новелл, главным героем которых является профессор ван Дузен, по прозвищу «Мыслящая машина». Писал также и в других литературных жанрах. Фатрелл погиб в апреле 1912 года во время крушения «Титаника» при возвращении из Европы, где вёл переговоры по изданию своих книг. Его жена спаслась и занималась популяризацией его творчества.

## Биография
Жак Хит Фатрелл родился 9 апреля 1875 года в округе Пайк, штат Джорджия в семье потомков французских гугенотов. Его отцом был учитель колледжа в Атланте Уилли Хармон Хелс (англ. Wiley Harmon Heath Futrelle) и Линни Бевил (англ. Linnie Bevill). Родители следили за тем, чтобы их сын получил всестороннее образование. Жак много читал, уже в детстве подрабатывал в газете, а с восемнадцати лет посвятил себя журналистике. Так, начиная с 1893 года, он стал публиковаться в Atlanta Journal, где вёл свою спортивную колонку. В июле 1895 года женился на Лили Мэй Пил (англ. Lily May Peel; 1895—1912), после чего молодожёны переехали в Нью-Йорк. В этом браке появились двое детей: Вирджиния, родившаяся в 1897-м году, и Жак-младший, родившийся в 1899-м году. На протяжении жизни Жак Фатрелл работал для ряда периодических американских изданий, среди которых New York Herald, Boston Post и Boston American. Напряжённое и изматывающее освещение событий испано-американской войны 1898 года привело к упадку сил и болезни. В 1902—1904 годах Фатрелл работал театральным антрепренёром и руководителем театра в столице штата Виргиния — Ричмонде. В этот период написал несколько пьес, был режиссёром и даже выступал на сцене. В 1906 году покинул журнал Boston American, в котором проработал два года, чтобы полностью посвятить себя литературе, и стал профессиональным писателем. Фатрелл с женой обосновались в городе Сайчуат (штат Массачусетс), где приобрели дом с видом на гавань. Большую часть оставшейся жизни до своей гибели писатель прожил в этом доме.
В 1912 году совершил с женой деловую поездку в Европу, где писал статьи и заключил выгодные контракты на издание своих книг. Обрадованные таким успехом, супруги решили вернуться в США в первом классе первого и единственного рейса лайнера «Титаник», затонувшего в ночь с 14 на 15 апреля 1912 года в северной части Атлантического океана. Во время катастрофы писатель посадил жену в спасательную шлюпку, оставшись на тонущем судне, где помогал при эвакуации женщин и детей. Лили вспоминала, что в последний раз видела мужа, когда он курил сигарету на палубе с Джоном Джекобом Астором IV. Фатрелл погиб во время кораблекрушения, его тело так и не было найдено. В связи с этими обстоятельствами были утрачены его ранее неопубликованные статьи и рассказы, написанные в Европе и затонувшие вместе с судном. 29 июля 1912 года умерла его мать Линни Фатрелл, её смерть связывают с горем от гибели сына.

## Творчество
Фатрелл был поклонником рассказов о Шерлоке Холмсе и докторе Ватсоне, в связи с чем считается, что его произведения и фигурирующий в них детектив-интеллектуал профессор Аугустус С.-Ф.-К. ван Дузен (англ. Augustus S. F. X. Van Dusen) создавались под влиянием творчества Артура Конан Дойла. Писатель работал в жанре так называемого интеллектуального детектива, в манере английских представителей жанра, и его даже иногда называют «американским викторианцем». Профессор ван Дузен фигурирует в более чем сорока новеллах, написанных Фатреллом с 1905 по 1912 год. Самым известным рассказом писателя является «Загадка тринадцатой камеры» (англ. The Problem of Cell 13), в которой Ван Дузен блестяще решает проблему запертой комнаты, выбравшись из тюремной камеры смертников, в которую попал по условиям пари, заключённого со своими знакомыми. Ван Дузен известен под прозвищем «Мыслящая Машина» (англ. The Thinking Machine); в новелле «Загадка тринадцатой камеры» приводится объяснение того, как возникло это прозвище:
Этим громким именем его наградили газеты во время знаменитого шахматного турнира; тогда он доказал, что даже незнакомый с игрой человек может, с помощью неумолимой логики, выиграть у чемпиона, целую жизнь посвятившего шахматной премудрости. Мыслящая Машина! Возможно, эта фраза давала о нём понятие более полное, чем все его ученые степени и звания, ибо неделю за неделей, месяц за месяцем проводил он, уединившись, в своей тесной лаборатории, где рождались идеи, которые ошеломляли учёных и будоражили умы всего мира .
Фатрелл писал также в жанре фантастики (роман «Властелин бриллиантов») и авантюрно-шпионского направления («Неуловимая Изабель»). После гибели мужа Лили Мэй закончила последний его роман «Подвязка миледи», опубликованный в 1912 году. Она занималась популяризацией творчества мужа и не разрешила указывать себя в качестве соавтора его произведений, хотя он ранее настаивал на том, что она является фактическим соавтором некоторых из них. Эта традиция сохранилась, и в изданиях произведений Фатрелла фигурирует только его имя. По мнению российского филолога Кирилла Чекалова, если бы не преждевременная смерть Фатрелла в водах Атлантики, то по своему дарованию «его имя, возможно, стало бы в один ряд с Честертоном и Агатой Кристи».

## В литературе
Жак Фатрелл упоминается в романе Джона Диксона Карра «Согнутая петля» (англ. The Crooked Hinge, 1938). Он является героем романа американского писателя Макса Аллана Коллинза «Убийство на Титанике» (англ. The Titanic Murders, 1999), в котором вместе со своей женой расследует два убийства перед кораблекрушением. В рассказе американской писательницы Барбары Хэмбли «Рассвет над бегущей водой» (англ. Sunrise on Running Water, 2007), действие которого происходит во время гибели «Титаника», Фатрелл и его жена также фигурируют. Он говорит Лили фразу, значимую в англоязычных странах: «Мэри, ты должна сесть в шлюпку, я догоню тебя позже!».

## Список произведений

### Романы
- 1906 — Похищение золотого сервиза / The Chase of the Golden Plate
- 1908 — Несложное дело Сьюзен / The Simple Case of Susan
- 1909 — Властелин бриллиантов / The Diamond Master
- 1909 — Неуловимая Изабель / Elusive Isabel
- 1911 — Верховная рука / The High Hand
- 1912 — Подвязка миледи / My Lady's Garter
- 1914 — Жмурки / Blind Man's Buff

### Сборники рассказов
- 1907 — Мыслящая машина / The Thinking Machine
- 1908 — Мыслящая Машина в деле / The Thinking Machine on the Case

## Экранизации
- 1914 — Хозяин алмазов (The Diamond Master, США)
- 1914 — Образец молодого человека (A Model Young Man, США)
- 1914 — Нарисованный мир (The Painted World, США)
- 1914 — Авантюры в дипломатии (Adventures in Diplomacy, США)
- 1914 — Для повелителя мира (For the Mastery of the World, США)
- 1915 — Верховная рука (The High Hand, США)
- 1916 — Призрачный звон (The Haunted Bell, США)
- 1916 — Неуловимая Изабель (Elusive Isabel, США)
- 1919 — Нарисованный мир (The Painted World, США)
- 1920 — Подвязки моей госпожи (My Lady's Garter, США)
- 1921 — Алмазная королева (The Diamond Queen, США)
- 1929 — Хозяин алмазов (The Diamond Master, США)
- 1936 — Человек в маске (The Man Behind the Mask, Великобритания)
- 1962 — 13-я камера (Cell 13) — 16-й эпизод из телесериала «Детективный театр Крафта» (Kraft Mystery Theater, США)
- 1973 — 13-я камера (Cell 13) — 16-й эпизод из телесериала «Конкуренты Шерлока Холмса» (The Rivals of Sherlock Holmes, США)
- 1973 — Лишний палец (The Superfluous Finger) — 20-й эпизод из телесериала «Конкуренты Шерлока Холмса» (The Rivals of Sherlock Holmes, США)